# Opération Achilles
Guerre d'Afghanistan
L'opération Achilles est une opération de l'OTAN et de l'armée nationale afghane contre la guérilla talibane dans la province d'Helmand. Elle s'est déroulée du 6 mars au 30 mai 2007. Elle fut dirigée par les Britanniques.

## Contexte
La province d'Helmand est une des principales zones d'activité de la guérilla des talibans. Après les vastes opérations de la seconde moitié de l'année 2006, l'OTAN décide de lancer de nouvelles opérations pour le printemps et l'été 2007. Dans la province d'Helmand, les Britanniques se concentrent sur le nettoyage de la région de l'ancien barrage hydroélectrique de Kajakai déjà débuté lors de l'opération Kryptonite début février 2007. L'objectif étant à terme de pouvoir remettre le barrage en état de marche. 

## Effectifs engagés
La Coalition engage de larges forces dans l'opération avec en tout 7 100 hommes dont 4 200 Britanniques, 1 000 Américains, 1 000 Afghans, 320 Danois, 300 Canadiens, 200 Hollandais et 80 Polonais. En face, les talibans prétendent disposer de 10 000 combattants. L'OTAN relativise cependant ce chiffre en annonçant s'attendre à un nombre de combattants talibans proche de 4 000.

## L'opération
Le 3 avril 2007, Américains et Afghans attaquent un campement dans le but d'éliminer un commandant taliban. Les insurgés sont défaits et subissent une douzaine de pertes (10 morts et 2 prisonniers selon les Américains) mais les assaillants ne peuvent rien dire sur le sort de leur cible. De leur côté, les Britanniques, appuyés par des Afghans, entrent dans la vallée de Sangin et prennent Gereshk ainsi que les villages alentour. Les talibans auraient subi de lourdes pertes dans ces combats. D'autres affrontements ont lieu le même jour entre Américains, armée afghane et guérilla dans la vallée de Zerkho et la province de Farâh.
En mai, l'opération se poursuit et la Coalition parvient, le 13, à éliminer le mollah Dadullah que l'OTAN considère comme le commandant en second des talibans. Le 18, un raid aérien aurait frappé la destruction d'un convoi taliban selon un gouverneur provincial afghan. Enfin, le 21, le dernier combat majeur de l'opération met aux prises Talibans contre aviation et soldats américains. Les Américains annoncent y avoir tués 25 insurgés.
Le 30 mai, l'opération Achilles se termine et l'opération Pickaxe-Handle commence.

## Pertes
La Coalition a perdu 35 tués (19 Afghans, 6 Britanniques, 6 Canadiens, 2 Américains, 1 Danois et 1 Hollandais). Selon l'OTAN, de 750 à 2 000 insurgés ont été tués. 28 auraient été capturés.

## Suites de l'opération
Le contrôle de la Coalition autour du barrage de Kajakai s'est renforcé mais la guérilla talibane n'est pas chassée pour autant de la province d'Helmand. Le commandement de l'OTAN enregistre également un changement de la tactique des talibans qui ont, pendant ces combats, délaissé le combat direct pour les techniques de guérilla.